# Teen Choice Award for Choice Movie - Action
Il Teen Choice Award for Choice Movie – Action è un premio assegnato dal 2003 nell'ambito del Teen Choice Awards al migliore film d'azione, stabilito da una giuria di adolescenti, come da regolamento.

## Vincitori e candidati
I vincitori sono indicati in grassetto, a seguire gli altri candidati.

### Anni 2000-2010
- 2003:- Matrix Reloaded (The Matrix Reloaded), regia di Andy e Larry Wachoski
  - 8 Mile, regia di Curtis Hanson
  - Blue Crush, regia di John Stockwell
  - Il monaco (Bulletproof Monk), regia di Paul Hunter
  - Daredevil, regia di Mark Steven Johnson
  - Drumline - Tieni il tempo della sfida (Drumline), regia di Charles Stone III
  - Il Signore degli Anelli - Le due torri (The Lord of the Rings: The Two Towers), regia di Peter Jackson
  - X-Men 2, regia di Bryan Singer
- 2004:- Harry Potter e il prigioniero di Azkaban (Harry Potter and the Prisoner of Azkaban), regia di Alfonso Cuarón
  - The Day After Tomorrow - L'alba del giorno dopo (The Day After Tomorrow), regia di Roland Emmerich
  - Hellboy, regia di Guillermo del Toro
  - Kill Bill: Volume 2, regia di Quentin Tarantino
  - Il Signore degli Anelli - Il ritorno del re (The Lord of the Rings: The Return of the King), regia di Peter Jackson
  - Matrix Revolutions (The Matrix Revolutions), regia di Andy e Larry Wachoski
  - Troy, regia di Wolfgang Petersen
  - Van Helsing, regia di Stephen Sommers
- 2005:- Star Wars: Episodio III - La vendetta dei Sith (Star Wars: Episode III - Revenge of the Sith), regia di George Lucas
  - The Bourne Supremacy, regia di Paul Greengrass
  - Guida galattica per autostoppisti (The Hitchhiker's Guide to the Galaxy), regia di Garth Jennings
  - Le crociate - Kingdom of Heaven (Kingdom of Heaven), regia di Ridley Scott
  - Lords of Dogtown, regia di Catherine Hardwicke
  - Mr. & Mrs. Smith, regia di Doug Liman
  - Il mistero dei Templari - National Treasure (National Treasure), regia di Jon Turteltaub
  - Sin City, regia di Robert Rodriguez, Frank Miller e Quentin Tarantino (Special Guest Director)
- 2006:- Pirati dei Caraibi - La maledizione del forziere fantasma (Pirates of the Caribbean: Dead Man's Chest), regia di Gore Verbinski
  - King Kong, regia di Peter Jackson
  - Mission: Impossible III, regia di J. J. Abrams
  - Superman Returns, regia di Bryan Singer
  - V per Vendetta (V for Vendetta), regia di James McTeigue
  - X-Men - Conflitto finale (X-Men: The Last Stand), regia di Brett Ratner
- 2007:- Pirati dei Caraibi - Ai confini del mondo (Pirates of the Caribbean: At World's End), regia di Gore Verbinski
  - 300, regia di Zack Snyder
  - I Fantastici 4 e Silver Surfer (Fantastic Four: Rise of the Silver Surfer), regia di Tim Story
  - Spider-Man 3, regia di Sam Raimi
  - Transformers, regia di Michael Bay
- 2008:- Le cronache di Narnia - Il principe Caspian (The Chronicles of Narnia: Prince Caspian), regia di Andrew Adamson
  - Il regno proibito (The Forbidden Kingdom), regia di Rob Minkoff
  - Indiana Jones e il regno del teschio di cristallo (Indiana Jones and the Kingdom of the Crystal Skull), regia di Steven Spielberg
  - Iron Man, regia di Jon Favreau
  - Speed Racer, regia di Lana e Lilly Wachowski
- 2009:- X-Men le origini - Wolverine (X-Men Origins: Wolverine), regia di Gavin Hood
  - Fast & Furious - Solo parti originali (Fast & Furious), regia di Justin Lin
  - Star Trek, regia di J. J. Abrams
  - Io vi troverò (Taken), regia di Pierre Morel
  - Terminator Salvation, regia di McG

### Anni 2010-2020
- 2010:- Sherlock Holmes, regia di Guy Ritchie
  - G.I. Joe - La nascita dei Cobra (G.I. Joe: The Rise of Cobra), regia di Stephen Sommers
  - Kick-Ass, regia di Matthew Vaughn
  - The Losers, regia di Sylvain White
  - Robin Hood, regia di Ridley Scott
- 2011:- Fast & Furious 5 (Fast Five), regia di Justin Lin
  - Faster, regia di George Tillman Jr.
  - Scott Pilgrim vs. the World, regia di Edgar Wright
  - The Tourist, regia di Florian Henckel von Donnersmarck
  - Unstoppable - Fuori controllo (Unstoppable), regia di Tony Scott
- 2012:- Abduction - Riprenditi la tua vita (Abduction), regia di John Singleton
  - Act of Valor, regia di Mike McCoy e Scott Waugh
  - Mission: Impossible - Protocollo fantasma (Mission: Impossible - Ghost Protocol), regia di Brad Bird
  - Red Tails, regia di Anthony Hemingway
  - Sherlock Holmes - Gioco di ombre (Sherlock Holmes: A Game of Shadows), regia di Guy Ritchie
- 2013:- Iron Man 3, regia di Shane Black
  - The Bourne Legacy, regia di Tony Gilroy
  - Il cavaliere oscuro - Il ritorno (The Dark Knight Rises), regia di Christopher Nolan
  - G.I. Joe - La vendetta (G.I. Joe: Retaliation), regia di Jon M. Chu
  - Skyfall, regia di Sam Mendes
- 2014:- Divergent, regia di Neil Burger
  - Edge of Tomorrow - Senza domani (Edge of Tomorrow), regia di Doug Liman
  - Godzilla, regia di Gareth Edwards
  - Maleficent, regia di Robert Stromberg
  - Shadowhunters - Città di ossa (The Mortal Instruments: City of Bones), regia di Harald Zwart
- 2015:- Fast & Furious 7 (Furious 7), regia di James Wan
  - The Divergent Series: Insurgent, regia di Robert Schwentke
  - Kingsman: Secret Service (Kingsman: The Secret Service), regia di Matthew Vaughn
  - Maze Runner - Il labirinto (The Maze Runner), regia di Wes Ball
  - San Andreas, regia di Brad Peyton
  - Tracers, regia di Daniel Benmayor
- 2016:- Deadpool, regia di Tim Miller
  - The Divergent Series: Allegiant, regia di Robert Schwentke
  - Heart of the Sea - Le origini di Moby Dick (In the Heart of the Sea), regia di Ron Howard
  - Il libro della giungla (The Jungle Book), regia di Jon Favreau
  - Maze Runner - La fuga (Maze Runner: The Scorch Trials), regia di Wes Ball
  - Spectre, regia di Sam Mendes
- 2017:- Wonder Woman, regia di Patty Jenkins
  - Fast & Furious 8 (The Fate of the Furious), regia di F. Gary Gray
  - Logan: The Wolverine (Logan), regia di James Mangold
  - Pirati dei Caraibi - La vendetta di Salazar (Pirates of the Caribbean: Dead Men Tell No Tales), regia di Joachim Rønning e Espen Sandberg
  - Transformers - L'ultimo cavaliere (Transformers: The Last Knight), regia di Michael Bay
  - xXx - Il ritorno di Xander Cage (xXx: Return of Xander Cage), regia di D.J. Caruso
- 2018:- Avengers: Infinity War, regia di Anthony e Joe Russo
  - Justice League, regia di Zack Snyder
  - Maze Runner - La rivelazione (Maze Runner: The Death Cure), regia di Wes Ball
  - Pacific Rim - La rivolta (Pacific Rim: Uprising), regia di Steven S. DeKnight
  - Tomb Raider, regia di Roar Uthaug
- 2019:- Avengers: Endgame, regia di Anthony e Joe Russo
  - Ant-Man and the Wasp, regia di Peyton Reed
  - Bumblebee, regia di Travis Knight
  - Captain Marvel, regia di Anna Boden e Ryan Fleck
  - Men in Black: International, regia di F. Gary Gray
  - Spider-Man - Un nuovo universo (Spider-Man: Into the Spider-Verse), regia di Bob Persichetti, Peter Ramsey e Rodney Rothman

### Anni 2020-2029
- 2020:- Edizione cancellata a causa della Pandemia di COVID-19 negli Stati Uniti d'America
- 2021:- Edizione cancellata a causa della Pandemia di COVID-19 negli Stati Uniti d'America